# Савченко, Сергей Николаевич
Сергей Николаевич Савченко (18 [30] октября 1871 — 20 января 1963) — русский и советский военный деятель, генерал-майор технических войск (1943). Участник Великой Отечественной войны.

## Биография
Родился 18 (30) октября 1871 года. Окончил Орловский Бахтина кадетский корпус.
1 сентября 1890 года поступил на военную службу. В 1892 году окончил 1-е военное Павловское училище, выпущен подпоручиком в 9-й гренадерский Сибирский полк. 5 августа 1895 года — поручик, 6 мая 1900 года — штабс-капитан.
В 1902 году окончил Николаевскую академию Генерального штаба по 1-му разряду. 28 мая 1902 года — капитан. 31 октября 1902 — 6 марта 1903 года — цензовое командование ротой в 9-м гренадерском Сибирском полку.
В 1904—1905 годах участвовал в русско-японской войне, где был ранен. Причислен к Александровскому комитету о раненых 3-го класса. 11 февраля 1904 года — старший адъютант штаба 6-й Восточно-Сибирской стрелковой дивизии.
8 мая 1905 года — старший адъютант штаба 3-й гренадерской дивизии, 14 июня 1905 года — старший адъютант штаба Гренадерского корпуса, 2 апреля 1906 года — подполковник, 11 сентября 1906 года — старший адъютант штаба Иркутского Военного округа, 2 марта 1909 года — штаб-офицер для поручений при штабе XV армейского корпуса. 
16 мая — 25 сентября 1909 года — цензовое командование батальоном в 9-м гренадерском Сибирском полку. 18 апреля 1910 года — полковник, 24 ноября 1910 года — штаб-офицер для поручений при штабе Варшавского военного округа, 12 декабря 1911 года — старший адъютант штаба Варшавского военного округа, 18 января 1912 года — начальник отделения ГУГШ.
15 июня 1915 года — командир 9-го гренадерского Сибирского полка, 31 июля 1916 года — начальник штаба 3-й гренадерской дивизии. В 1916 году — генерал-майор.
21 мая 1917 года — начальник штаба 25-го армейского корпуса, 2 июня 1917 года — командующий 3-й гренадерской дивизией. 23 октября 1917 года — демобилизован.
В 1918 году добровольно вступил в РККА. Начальник организационного отдела Центрального управления военных сообщений РВСР. Помощник и начальник Московского управления военных сообщений.
21 сентября 1921 года — начальник военных сообщений Московского военного округа. 2 декабря 1935 года — комдив.
Участвовал в Великой Отечественной войне. Генерал-майор технических войск (1943).
Похоронен на Введенском кладбище (участок 23).

## Награды
- орден Святого Станислава III степени (1903)
- орден Святой Анны IV степени (1904; 3 декабря 1909)
- орден Святого Владимира IV степени с мечами и бантом (1906)
- орден Святой Анны III степени (1908; 2 марта 1909)
- орден Святого Владимира III степени (6 декабря 1912)
- орден Отечественной войны 2-й степени (28 декабря 1946)
- орден Трудового Красного Знамени (25 декабря 1946)